# Lindenberg im Allgäu
Lindenberg im Allgäu is een gemeente in de Duitse deelstaat Beieren, en maakt deel uit van het Landkreis Lindau.
Lindenberg im Allgäu telt 11.512 inwoners.
Bodolz ·
Gestratz ·
Grünenbach ·
Heimenkirch ·
Hergatz ·
Hergensweiler ·
Lindau (Bodensee) ·
Lindenberg im Allgäu ·
Maierhöfen ·
Nonnenhorn ·
Oberreute ·
Opfenbach ·
Röthenbach ·
Scheidegg ·
Sigmarszell ·
Stiefenhofen ·
Wasserburg ·
Weiler-Simmerberg ·
Weißensberg